# جيانفرانكو رافاسي
جيانفرانكو رافاسي (مواليد 18 أكتوبر 1942) هو كاهن كاثوليكي إيطالي، أصبح كاردينال في عام 2010.

## روابط خارجية
- جيانفرانكو رافاسي على موقع IMDb (الإنجليزية)
- جيانفرانكو رافاسي على موقع مونزينجر (الألمانية)